# Vilinski prstani
Vilinski prstani so v Tolkienovem literarnem delu Gospodar prstanov trije prstani, ki so pripadali Vilinom:
- Nenya (Nenja): prstan vode, diamantni prstan; njegova nosilka je od samega začetka Galadriel, ki ga je ob koncu zgodbe o Gospodarju prstanov vzela s sabo na Potovanje preko Morja.
- Vilya (Vilja): prstan zraka, najmogočnejši prstan, safirni prstan; njegov nosilec je bil v 1. veku srednjega sveta Gilgalad, po njegovi smrti ga dobi Elrond
- Narya (Narja): prstan ognja, rubinov prstan, njegov nosilec je Cirdan, ladjedelec, ki ga v da na posodo Gandalfu, ki ga je ob koncu Gospodarja prstanov ravno tako vzel s sabo na Potovanje.